# IC 4183
IC 4183 је елиптична галаксија у сазвјежђу Береникина коса која се налази на листи објеката дубоког неба у Индекс каталогу.
Деклинација објекта је + 21° 30' 17" а ректасцензија 13h 6m 11,5s. Привидна величина (магнитуда) објекта IC 4183 износи 16,2 а фотографска магнитуда 17,2. IC 4183 је још познат и под ознакама NPM1G +21.0341, PGC 3089889.